# والریو فیوراوانتی
والریو فیوراوانتی (ایتالیایی: Valerio Fioravanti؛ زادهٔ ۲۸ مارس ۱۹۵۸) بازیگر ایتالیایی و عضو یک گروه سیاسی راست تندرو بود که بابت اعمال تروریسم و مشارکت احتمالی‌اش در بمب‌گذاری بولونیا، دستگیر، محاکمه و زندانی شد.
از فیلم‌هایی که وی در آن‌ها نقش داشته‌است، می‌توان به ممنون… مادربزرگ و بوکاچو ۷۰ اشاره نمود.